# 張浚
張 浚（ちょう しゅん、紹聖4年（1097年）- 隆興2年8月28日（1164年9月16日））は、中国南宋の政治家。字は徳遠。漢州綿竹県の出身。唐の名臣であった張九齢の弟の張九皋の子孫である。父は張咸。子は張栻。

## 略歴

### 金国との戦い
4歳で孤児となるがすでに大人びて慎重、将来の大器をうかがわせた。太学へ入り進士となり、靖康元年（1126年）に太常簿となる。その直後、汴京が陥落され、南方へ逃れた高宗が即位した。高宗の下で累進して礼部侍郎となり、金が必ず来寇すると予測し、国防の必要を力説する。宰相らには杞憂として採用されなかったが、建炎2年（1128年）に金の軍勢が国境を侵しそれに乗じて苗傅・劉正彦が反乱を起こすという事態になる。張浚は川陝諸路宣撫使に任命され、ついで知枢密院事となり反乱軍を鎮圧した。四川防備の重要な意義を訴え自らその任にあたることを請うたので、川陝宣撫処置使に赴任した。3年間の在任中、劉子羽・趙開・呉玠を用いて大いに治績をあげ、紹興元年（1131年）には呉珍を派遣して和尚原の戦いで金軍を壊滅させている。宰相と朱勝非などの弾劾にあい一時職を去ったが、すぐに金軍が劉麟とともに来寇したので、知枢密院事として四川に着任せしめたところ、将兵の意気は大いにあがり、宋軍と対峙した金の将軍の斡啜は退いた。
のちに金の完顔宗翰は「中国で自分の敵となりうるのは張浚だけである」と言い、四川を取る望みを絶つよう本国に遺言したという。

### 内政と軍政
紹興5年（1135年）、尚書右僕射・中書門下平章事・知枢密院事・都督諸路軍馬などの重職を兼任する。洞庭の賊を征服し、諸将の会議をおこして侵略された国土の恢復を期し、高宗に『中興備覧』41篇を献じた。紹興6年（1136年）には韓世忠・劉光世・張俊・楊存中・岳飛らの将軍を監督して、劉豫と金軍を討ち、濠州で劉邈の軍を破る。紹興7年（1137年）、金紫光禄大夫を加えられたが、酈瓊の反乱の責任をとって辞職した。紹興9年（1139年）、資政殿学士に復帰して福州知州となり、紹興12年（1142年）に和国公に封じられたが、上疏して金への和平に傾く国策について痛論し、秦檜から怒りを買った。これにより左遷され、提挙江州太平興国宮となる。紹興25年（1155年）、秦檜が亡くなると観文殿学士・洪州通判に復帰したが、秦檜の執権期に武備が衰えたことを論じて辞職させられた。
紹興31年（1161年）、金帝完顔亮が侵入すると、建康府通判・行宮留守となり、張子顔を派遣して、金軍を海州に破った。隆興元年（1163年）、枢密使・都督建康府を兼ね、李顕忠に霊璧県を、邵宏淵に虹県を攻めさせ軍を督促したが宿州で破れ、「特進」に位が下って江淮宣撫使となる。湯思退の和平論を斥け、尚書右僕射・中書門下平章事・枢密使となり国政を動かした。江淮に赴き要害の地に城郭を築城し、武器も集めながら忠義の士を募って対金決戦に備えていたが、湯思退らにより「無用の戦争を起こして、国庫を浪費した」という誹謗を加えたために、官を辞した。その後も上疏して金への和議が誤っていることを説き、孝宗には学問に努め賢人に親しむよう訴えた。孝宗は張浚が亡くなるといたく哀悼し、太保の位を贈り、さらに太師をも加えた。諡は忠献。

## 学問
張浚は学問を好み、朱熹とも親交があり、特に『易』・『春秋』・『論語』・『孟子』に詳しかった。著書として次に挙げるものがある。紫巌居士と号する。
- 『紹興奏議』10巻
- 『隆興奏議』10巻
- 『論語解』4巻
- 『紫巌易伝』10巻
- 『春秋解』6巻
- 『中庸解』1巻
- 『詩書礼解』3巻
- 『建炎復辟平江実録』1巻
- 『文集』10巻